# Imbrex

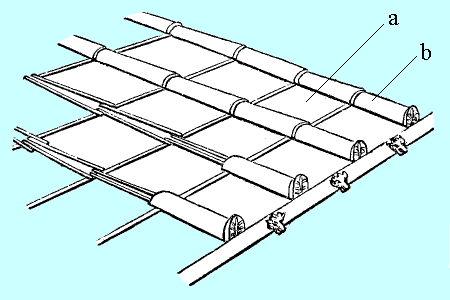
A. Tegula. B. Imbrex.

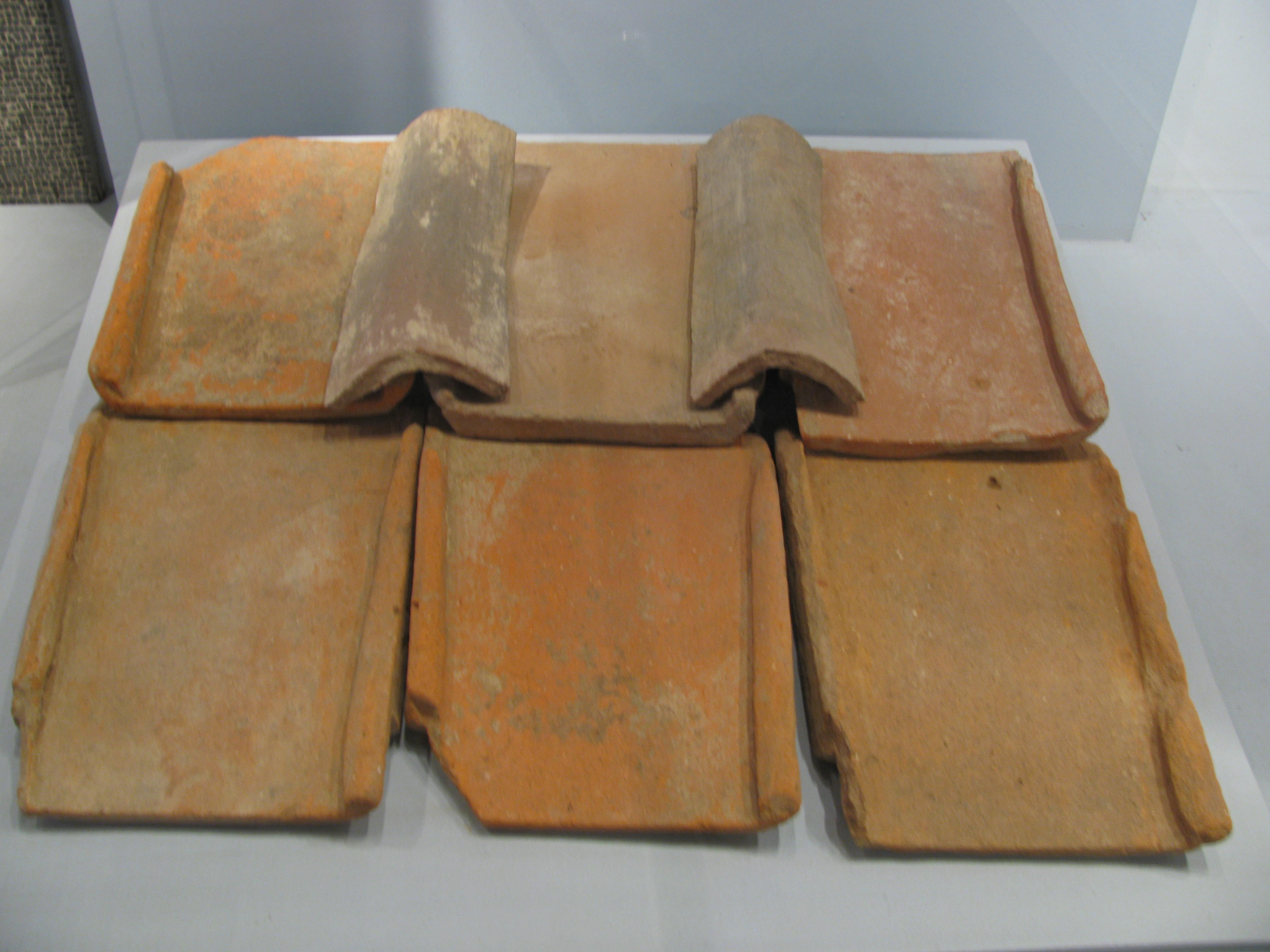
Deux imbrices posées sur des tegulae, musée de Feurs.

Une imbrex (imbrices, au pluriel en latin) est, dans l'Antiquité romaine, une tuile creuse semi-cylindrique placée au-dessus des rebords verticaux des tegulae. Elle appartient à la famille des terres cuites architecturales.

## Formation
Une imbrex est constituée de sable mélangé à de l'eau ainsi qu'à un coagulant faisant office d'alliage. À la suite de cela, cet imbrex est façonné en forme de semi-cylindre ou de tronc de cône.

## Utilisation
Une imbrex sert de couvre-joint entre deux tuiles plates (tegulae). De fabrication plus facile que les tegulae moulées, elles provoquent l'abandon des tegulae en Gaule romaine à la fin de l'Empire et s'imposent comme « tuiles canal » ou « tuiles romaines ».